# Palais Neubrandenburg

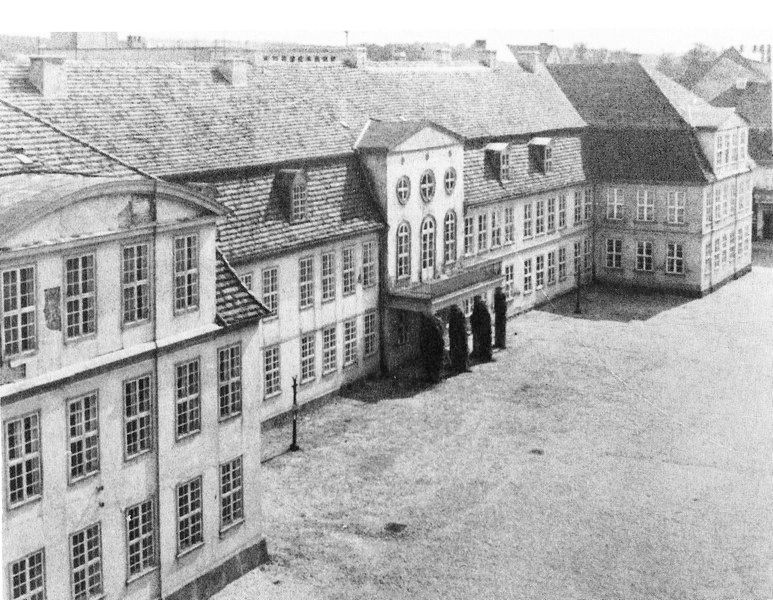
Westseite des Palais mit Haupteingang und Mittelrisalit, um 1900

Das Palais Neubrandenburg war Sommer- und Nebenresidenz der herzoglichen Familie des Herzogtums Mecklenburg-Strelitz in Neubrandenburg. Es stand an der Ostseite des Neubrandenburger Marktplatzes und war neben dem Alten Rathaus prägend für den zentralen Platz der Stadt. Ab 1920 war es Sitz der städtischen Ausstellungen der Reuter- und Kunstsammlung. Während der letzten Kriegstage 1945 brannte das in traditioneller Fachwerkbauweise errichtete Palais bis auf die Grundmauern ab und wurde nicht wieder aufgebaut. Nach gründlichen archäologischen Untersuchungen wurden 2008 durch den Marktplatzumbau mit Tiefgarage die letzten Reste der Palaisfundamente abgebaggert.

## Geschichte und Schicksal des Palais

### Errichtung und Verwendung
Ab der Jahrhundertmitte des 18. Jahrhunderts wurde Neubrandenburg neben Neustrelitz zur wichtigen Residenz des (Teil-)Herzogtums Mecklenburg-Strelitz, wo sich die Hofgesellschaft alljährlich während der Sommermonate aufhielt. Im Jahre 1774 plante Herzog Adolf Friedrich IV. den Bau einer fürstlichen Sommerresidenz in Neubrandenburg. Direkt an der Ostseite des Marktplatzes in Neubrandenburg entstand das „Palais“ als ein fürstliches Residenzschloss für die Sommermonate. Veranlassung war die schöne landschaftliche Lage in der Nähe des Tollensesees und landespolitische Interessen. Neubrandenburg war ein wichtiges politisches Zentrum im 1701 gegründeten (Teil-)Herzogtum Mecklenburg-Strelitz. Als „Vorderstadt“ vertrat Neubrandenburg die übrigen landständigen Städte des Stargarder Kreises im „Engeren Ausschuss“, der Mit- und Gegenregierung der vereinten Landstände im mecklenburgischen Gesamtstaat.
Entgegen damaliger Üblichkeit ließ Adolf Friedrich IV. seine neue Sommerresidenz an einem der belebtesten Plätze seines Herrschaftsgebietes erbauen. Das Stadtschloss entstand in mehreren Bauphasen direkt auf dem Neubrandenburger Marktplatz und begrenzte zuletzt dessen Ostseite vollständig. Um genügend Platz für das Bauvorhaben zu schaffen, schenkte der Neubrandenburger Magistrat dem Herzog die Grundstücke der Waage und des Spritzenhauses. 1775 wurde mit dem Bau des Palais begonnen. Nach der Fertigstellung des Gebäudes zeigte sich, dass die Räumlichkeiten zu wenig Platz für die Hofhaltung boten. Aus diesem Grund wurden für eine Erweiterung 1785 die benachbarten Gebäude der Alten Ratsapotheke und das so genannte Rathkensche Haus angekauft.
Während die Hofhaltung in Neubrandenburg abrupt mit dem Tod des Herzogs Adolf Friedrich IV. (1794) endete, blieb Neubrandenburg als Vorderstadt bis zum Ende der Monarchie die politisch bedeutendste Stadt in Mecklenburg-Strelitz. Hier fanden traditionell die Zusammenkünfte der Ritter- und Landschaft des Landesteils Mecklenburg-Strelitz statt. Auch die Inthronisation neuer Herrscher erfolgte stets im Neubrandenburger Stadtschloss.

### Umbau um 1820
Um 1820 wurde das Palais nach den Entwürfen des Hofbaumeisters und Bildhauers Christian Philipp Wolff (1772–1820) im klassizistischen Stil umgebaut. Das zweigeschossige etwa 86 m lange Gebäude erhielt in der Mitte einen schwach abgesetzten Mittelrisalit sowie an den Ecken, etwa 7,5 m nach Westen vorspringende Seitenflügel. Das Palais wurde von außen verputzt und bekam ein Mansarddach. An der repräsentativen Westseite des Gebäudes befand sich der architektonisch geschmückte Mittelrisalit mit dem Haupteingang. Oberhalb des Portals hatte Christian Philipp Wolff einen Balkon erbaut, der auf vier römisch-dorischen Säulen ruhte. Der erhöhte Vorbau diente dem Landesherren und seiner Regierung als öffentliche Plattform. Hier nahm unter anderem der Großherzog von Mecklenburg-Strelitz bei Amtsantritt die Huldigung der Stände und Bürger entgegen. Die Räume des Palais waren ebenfalls im klassizistischen Stil gestaltet. Eine besondere Erwähnung verdienen in diesem Zusammenhang die reich dekorierten vier Säle, das fürstliche Arbeitszimmer und die Kapelle.

### Städtische Kunstsammlung, Reuter-Sammlung und Zerstörung

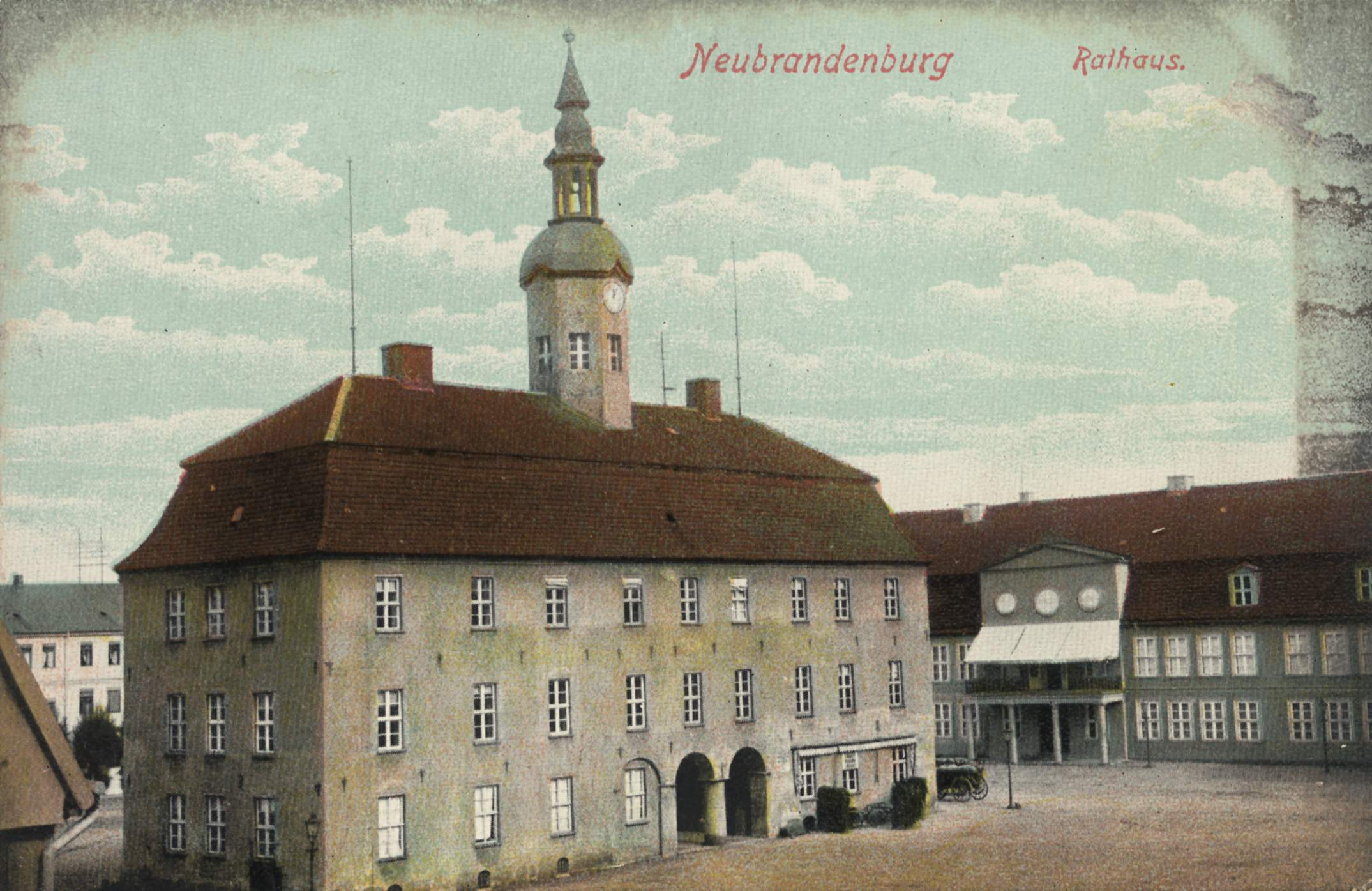
Marktplatz von Südwesten mit altem Rathaus, dahinter das Palais, um 1900

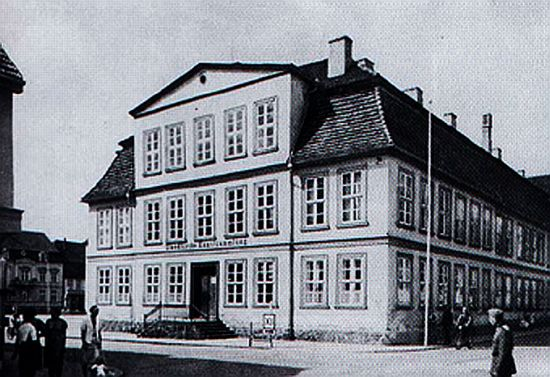
Südflügel des Palais, Eingang zur „Städtischen Kunstsammlung“, 1920

Nach dem Ende der Monarchie in Mecklenburg-Strelitz ging das Palais 1919 in städtischen Besitz über und in dem nun öffentlichen Gebäude wurden Büroräume der Stadtverwaltung eingerichtet. 1920 stellte der Magistrat der Stadt Neubrandenburg den Südflügel für die Unterbringung der 1890 begründeten „Städtischen Kunstsammlung“ zur Verfügung. Die Gründung der Kunstsammlung war 1890 durch die Schenkung der Kunstsammlung des Malers Henry Stoll (1822–1890) an seine Vaterstadt ermöglicht worden und 1911 durch Schenkung des Kunsthändlers August Schmidt (1825–1911) erweitert worden. Die Sammlung umfasste mehr als 700 Gemälde und über 3000 Grafiken (darunter kostbare Werke von Blechen, Dürer, van Dyck, Murillo, Piranesi und Rembrandt), wertvolles Meißner Porzellan, Skulpturen und Plastiken, kunsthandwerkliche Erzeugnisse sowie eine Kunstbibliothek und Antiquitäten. In zwei Räumen des gleichen Flügels erhielt vier Jahre später die von Karl Theodor Gaedertz (1855–1912) gestiftete Reuter-Sammlung mit zahlreichen Briefen, Gedichten, Reden, Aufsätzen, Pressebeiträgen, Fotos und Devotionalien des niederdeutschen Dichters Fritz Reuter ihr neues Domizil. Entsprechend Reuters Dörchläuchting-Humoreske von 1866 wurde das großherzogliche Palais vom Volksmund bisweilen auch als Dörchläuchtings-Palais bezeichnet.
Während der letzten Kriegstage 1945 brannte das Palais bis auf die Grundmauern nieder. Angeblich soll die Kunstsammlung kurz zuvor ausgelagert und in Richtung Schwerin abtransportiert worden sein und ist seitdem bis heute verschollen. Nachforschungen über den Verbleib des Bestandes blieben bislang ohne Erfolg. Aufgefundene Inventarlisten in den Nachlassakten der Stoll’schen Sammlung ermöglichten erstmals detailliertere Aussagen über den Bestand und die gezielte Suche nach den einzelnen verschollenen Werken.

### Ausgrabungen
Seit dem 15. Mai 2006 wurde der Neubrandenburger Marktplatz durch das Landesamt für Kultur und Denkmalpflege archäologisch untersucht. Anlass der Maßnahme war der Bau einer Tiefgarage. Im Herbst 2006 wurden dabei in zwei Kellerräumen unter dem ehemaligen Südflügel des Palais, unmittelbar in jenem Bereich, wo bis von 1920 bis 1945 die Kunstsammlung untergebracht war, Überreste der Städtischen Kunstsammlung aufgefunden. Dabei handelt es sich insbesondere um stark brandgeschädigte Reste qualitätsvoller Statuetten aus Bronze, Porzellan und Terrakotta. Diese sind zum Teil identifiziert und provisorisch zusammengefügt worden. Das Landesamt für Kultur und Denkmalpflege präsentierte den Fund gemeinsam mit der Kunstsammlung Neubrandenburg in einer Sonderausstellung.
Die Fundamente und Kellergewölbe der 1945 zerstörten Sommerresidenz der Herzöge von Mecklenburg-Strelitz wurden fast vollständig ergraben. Es zeigte sich, dass die Fundamentierung und die Bauweise des Palais nicht aus den erhaltenen Plänen der Zimmerunterteilung erschlossen werden konnte. Die archäologischen Untersuchungen lieferten erstmals einen genauen Plan der Grundmauern. Die Funde (z. B. zahllose Austernschalen, reich verzierte Ofenkacheln, Reste diverser Einrichtungsgegenstände) bieten einen interessanten Einblick in das Leben am Strelitzschen Hofe.
Die baulichen Reste des Palais und der teilweise Jahrhunderte älteren Vorgängerbauten wurden nach Abschluss der archäologischen Untersuchungen entfernt. Eine oberirdische Markierung der ehemaligen Gebäudekonturen erfolgte nicht.